# 分散制御システム
分散制御システム（ぶんさんせいぎょシステム、英語: distributed control system、略称：DCS）は、制御システムの一種で、制御装置が脳のように中心に1つあるのではなく、システムを構成する各機器ごとに制御装置があるもの。制御装置はネットワークで接続され、相互に通信し監視し合う。工場の生産システムなどによく使われる。
DCS は産業の様々な部分で使われており、以下のようなものが分散制御システムと呼ばれている。
- 送電網と発電所
- 環境制御システム
- 信号機
- 水管理システム
- 石油精製プラント
- 化学プラント
- 製薬
- センサーネットワーク
- タンカーなどの貨物船

## 要素
DCSには独自設計のプロセッサをコントローラとして使うことが多く、通信方式や通信プロトコルも独自のものであることが多い。入出力部はモジュール化されている。プロセッサは入力モジュールから情報を受け取り、出力モジュールに情報を送る。入力モジュールは対象プロセスの入力機器から情報を受け取り、出力モジュールは出力機器に命令を送る。プロセッサと各モジュールを繋ぐバスはマルチプレクサ/デマルチプレクサを経由する。分散コントローラ群と中央コントローラ、さらにはユーザインタフェースあるいは制御コンソールも何らかのバスで接続される。
分散制御システムの各要素は、スイッチ、ポンプ、バルブなどの物理的装置と直接接続されることもあるし、SCADAシステムのような中継システムを経由することもある。

## 応用
分散制御システムは製造プロセスを制御するもので、連続的制御の場合とバッチ的制御の場合がある。例えば、石油精製プラント、石油化学工場、発電所、製薬、食品製造、セメント製造、製鋼、製紙などで使われる。DCSはセンサやアクチュエータと接続され、プラントを通過する材料の流れを制御するために、設定値を制御する。典型例として、圧力センサ、コントローラ、制御バルブから構成される設定値制御ループがある。圧力や流量を計測した結果がコントローラに送られる。計測値がある値に達すると、コントローラは、流量が所定の値になるまでバルブの開閉を指示する。大規模石油精製プラントでは、入出力点が数千にも及び、非常に多数のDCSを使用する。制御対象はパイプを流れる液体に限られるわけではなく、製紙機械や関連する変速装置、電動機制御センター、セメント窯、採掘操作、鉱石処理ファシリティなど様々なものがある。
典型的DCSは、機能的にも物理的にも分散配置されたデジタルコントローラ群から構成され、それぞれのコントローラは最大でも256個程度の制御ループを実行する。入出力デバイスはコントローラに組み込まれている場合もあるし、遠隔にあってネットワーク接続される場合もある。最近のコントローラは計算能力が高く、PID制御だけでなく、論理制御や線型制御も実行できる。
DCS にワークステーションを接続することもあり、そのようなワークステーションで設定を行ったり、オフラインのパーソナルコンピュータで設定したりする。制御ネットワークには、銅線のツイストペアケーブルや光ファイバーケーブルが使われる。何らかの計算処理やデータ収集、レポート作成などの用途で、サーバなどが制御ネットワークに接続されることもある。

## 歴史
1960年代に登場した初期のミニコンピュータは工業プロセスの制御に使われた。例えば、IBM 1800 は初期のプロセス制御用コンピュータであり、アナログ信号をデジタルに変換する入出力ハードウェアを備えていた。
DCSの概念が登場したのは1975年で、ハネウェル（TDC 2000）と横河電機（CENTUM）がそれぞれ独自に製品化した。アメリカの Bristol も1975年に UCS 3000 をリリースしている。1980年、Bailey（現在はABBの一部）は NETWORK 90 システムをリリース。同じく1980年、Fischer & Porter Company（現在は ABBの一部）が DCI-4000 をリリースした（DCI は Distributed Control Instrumentation の略）。
DCS はマイクロプロセッサのプロセス制御への応用によって実現した。オートメーションへのコンピュータの応用はそれ以前から、Direct Digital Control (DDC) あるいは Set Point Control という形で行われていた。1970年代初め、Taylor Instrument Company（現在はAABの一部）は 1010 システムを開発し、Foxboro は FOX1 システム、Bailey は 1055 システムを開発している。これらはいずれも独自の入出力ハードウェアを接続したミニコンピュータ（DEC PDP-11 など）を利用した DDC である。バッチ制御や当時としては最新の連続制御をこれらの方法で実装していた。より保守的な Set Point Control では、アナログのプロセスコントローラ群をコンピュータで統御する方式であった。ディスプレイを備えたワークステーションによって、プロセスを文字や簡単なグラフィックスで可視化するようになった。完全なGUIが登場するのは、もっと後のことである。
DCSモデルの根本は、制御機能ブロックの導入であった。機能ブロックは、それ以前のDDCの概念である「テーブル駆動」ソフトウェアが発展したものである。機能ブロックはある意味でオブジェクト指向ソフトウェアの初期の具体化の1つと見ることもでき、アナログのハードウェア制御コンポーネントをエミュレートし、プロセス制御の基本的タスク（PIDアルゴリズムなど）を実行する、自己充足型のコードの「ブロック」であった。機能ブロックはDCSの主流として使われ続けており、Foundation Fieldbus などの技術によって今日もサポートされている。
分散コントローラ、ワークステーション、その他のコンピュータ間のデジタル通信は、DCSの主な利点の一つであった。焦点はネットワークに移っていった。プロセス制御におけるネットワークは、決定性と冗長性などの機能を持つ必要がある重要な通信系統を提供する。結果として、多くの業者は IEEE 802.4 ネットワーク規格を採用した。しかし、情報技術の進展で IEEE 802.3 がプロセス制御においても優勢となり、各業者は移行が必要になった。

### 1980年代 ネットワーク中心の時代
DCSによって分散知的制御がもたらされ、プロセス制御にコンピュータやマイクロプロセッサが普通に使われるようになったが、工場やプラントの資源要求を統合するような範囲やオープン性には到達していなかった。多くの場合、DCSはそれまでアナログのコントローラなどで行われていたことを単にデジタルで置換しただけのものだった。その不足部分は Purdue Reference Model (PRM) で具体化され、それが後の ISA95 規格の基盤となった。
1980年代、顧客企業はDCSをプロセス制御以上のものと見るようになった。オープン性が達成され、データの大部分を企業の他の部門と共有できれば、何か有益なことができると考えられていた。しかし、何ができるかは定かではなかった。DCSのオープン性を強化する最初の試みは、UNIXの採用であった。UNIXとそのネットワーク技術であるTCP/IPはオープンであることで知られており、まさにプロセス制御業界が求めていたものだった。
結果として、業者はイーサネットも採用することになった。プロトコルは独自のものが実装され、TCP/IPが完全実装されることはなかったが、イーサネットを採用したことでその後の技術的発展の可能性が生まれた。1980年代は、DCSにPLCが導入された時期でもある。UNIXとイーサネットを初めて採用した業者は Foxboro であり、1987年に I/A Series システムをリリースした。

### 1990年代 アプリケーション中心の時代
1980年代のオープン化の流れは、1990年代に入って、商用オフザシェルフ (COTS) コンポーネントとIT標準の採用によって加速された。この間の最も大きな動きは、UNIXからWindowsへの移行である。制御に近い部分はリアルタイムオペレーティングシステムが使われ続けたが、それ以外の部分は Windows に移行していった。
マイクロソフトがこの分野に進出してきたことで、OLE for Process Control (OPC) のような技術が開発され、それが現在ではデファクトスタンダードになっている。インターネット技術もこの分野で採用されるようになり、DCSのユーザインタフェース部分はインターネット接続がサポートされることが多くなっていった。1990年代には、複数の団体がこの分野のデジタル通信規格を争う「フィールドバス戦争」が発生した時代でもある。最終的にプロセスオートメーション市場のデジタル通信規格は Foundation Fieldbus と Profibus PA に収束していった。フィールドバスの機能を最大限に生かすため、以下のような業者が新システムを一から構築した。
- ABB - System 800xA[6]
- エマソン・エレクトリック(Emerson Process Management )[7] - DeltaV
- シーメンス - Simatic PCS7[8]
- アズビル[9] - Harmonas-DEO

しかし、COTSの影響はハードウェア部分で最も顕著だった。DCS業者は、特に入出力装置やコントローラといった大量のハードウェアを供給しており、それが主な収入源となっていた。DCS勃興期には、当然ながら大量のハードウェアが必要とされ、そのほとんどはDCS業者が一から製造したものだった。しかし、インテルやモトローラなどの業者の標準コンピュータ部品が増えるに連れて、DCS業者が独自にワークステーションやネットワークハードウェアなどを製造しても、コスト的に見合わなくなっていった。
COTSコンポーネントへの依存が大きくなるにつれ、DCS業者はハードウェア市場が急速に縮小していくことに気づいた。COTSは業者の製造原価を低減させるだけでなく、顧客からの価格低減要求に応じざるを得ない状況を形成した。PLCに強いロックウェル・オートメーション、シュナイダーエレクトリック、シーメンスといった業者はコストパフォーマンスに優れた製品をDCS市場に投入していった。従来からのDCS業者は最新の標準に基づいた新世代のDCSシステムをリリースし、結果としてPLCとDCSのコンセプトや機能が1つに統合される傾向が生まれた。
また、ハードウェア市場は飽和状態になりつつあった。入出力装置やケーブルなどのハードウェアの寿命は15年から20年である。1970年代から1980年代に実装された古いシステムの多くは今日でも使われ続けており、耐用年数に達しようとしているシステムが多数存在する。北米、ヨーロッパ、日本などの先進国は既にDCSが導入されていて新たな需要は少ないが、中国、中南米、東ヨーロッパなどでは需要が大きくなりつつある。
ハードウェアの売り上げが低下傾向にあるため、業者はハードウェア中心のビジネスモデルからソフトウェアや付加価値サービスを中心とするモデルへの移行を開始しつつある。各業者は1990年代に、生産管理、モデルベース制御、リアルタイム最適化、プラント資産管理 (PAM)、リアルタイム・パフォーマンス管理 (RPM) ツール、アラーム管理といった様々な機能を提供するようになっていった。しかし、これらのアプリケーションを本当に役立つものにするには、サービスコンテンツの充実が必要であり、業者らはそれにも取り組んできた。アズビルなどの業者は、顧客企業のオートメーションに関するあらゆる面に責任を持つ Main Automation Contractor (MAC) になるという手法にまで拡大して対応している。

### 2010年代以降 モノのインターネット
2010年代に入ってIPv6や、UNIX系OSが動作する高性能なシングルボードコンピュータが安価に利用可能になると、互換性に乏しい独自技術を用いる分散制御システムに対して積極的なオープン化が試みられるようになった。2010年代後半からIoTやM2Mなど、インターネット関連技術を基盤として工場やプラントや都市などを制御する手法が流行し、2020年代に至るも研究開発は加速し続けている。今後の分散制御では、インダストリー4.0やソサエティー5.0など、成熟したオープン標準技術を前提として、互換性を維持しながら、都市全体を高機能化する試みが行われる予定である。
今後、クラウド技術の採用により、分散制御システム(DCS)はより開放的で柔軟なシステムへと進化し、ビジネスの俊敏性と競争力の向上に貢献すると予想されます。